# Taxithelium polyandrum
Taxithelium polyandrum är en bladmossart som beskrevs av Hugh Neville Dixon 1930. Taxithelium polyandrum ingår i släktet Taxithelium och familjen Sematophyllaceae. Inga underarter finns listade i Catalogue of Life.